# Хэлоп, Билли
Билли Хэлоп (англ.  Billy Halop), имя при рождении Уильям Хэлоп Коэн (англ. William Halop Cohen; 11 февраля 1920 — 9 ноября 1976) — американский актёр театра, кино и телевидения 1930—1970-х годов.
Билли Халоп добился известности в середине 1930-х годов, когда ему было около пятнадцати лет, благодаря роли главаря подростковой компании Ребята из Тупика (англ.  Dead End Kids), которую он сыграл как на бродвейской сцене в 1935—1937 годах, так в фильме «Тупик» (1937). Позднее он повторил эту роль в серии фильмов 1938—1942 годов, которые стали наиболее значимыми в его карьере. Наиболее известными его фильмами стали «Ангелы с грязными лицами» (1938), «Школа преступности» (1938), «Пыль будет моей судьбой» (1939), «Они сделали меня преступником» (1939), «Адская кухня» (1939), «Преступление тебе с рук не сойдёт» (1939) «Ангелы умывают лица» (1939), «Школьные дни Тома Брауна» (1940), «Юные джимены» (1940) и «Блюз ночью» (1941).

## Ранние годы жизни и начало актёрской карьеры
Билли Хэлоп, имя при рождении Уильям Хэлоп Коэн, родился 11 февраля 1920 года в Нью-Йорке в театральной семье. Его мать Люсиль Хэлоп была танцовщицей, а сестра Флоренс Хэлоп (англ.  Florence Halop) стала востребованной актрисой радио и телевидения. В 1920-е годы Хэлоп начал успешную карьеру на радио и одновременно учился в Профессиональной детской школе в Нью-Йорке.
В 1935 году Хэлопа и ещё пятерых мальчиков выбрали на роли бедных малолетних преступников из подростковой банды Ребята из Тупика в бродвейской постановки пьесы Сидни Кингсли «Тупик». Как было отмечено в «Нью-Йорк Таймс», «мальчики во главе с Хэлопом… перетянули на себя пьесу. Зрелище, когда дети произносили на бродвейской сцене то, что в то время считалось самым мерзким подзаборным ругательством, одновременно шокировало и забавляло зрителей». Спектакль шёл на бродвейской сцене с октября 1935 по июня 1937 года, выдержав 687 представлений. Благодаря ошеломительному успеху спектакля им вскоре заинтересовался кинематограф, и в 1937 году продюсер Сэмюэл Голдвин привез Хэлопа и других актёров-подростков из сценического хита «Тупик» в Голливуд для экранизации этой пьесы.

## Карьера в кинематографе
В 1937 году вышел фильм Уильяма Уайлера «Тупик» (1937), который рассказывал об уличной компании нью-йоркских подростков, известных как Ребята из Тупика. Одним из главарей компании был Томми Гордон, которого сыграл Хэлоп. По ходу действия картины приехавший в район гангстер (Хамфри Богарт) пытается втянуть Томми в свою преступную деятельность. От тлетворного влияния уличной преступности парня пытаются спасти его сестра Дрина (Сильвия Сидни) и её возлюбленный (Джоэл Маккри). Как написал после выхода картины кинокритик «Нью-Йорк Таймс» Джон Т. Макманус, «фильм без сомнения принадлежит шести несравненным сорванцам, взятым из театральной постановки… Острый и пикантный уличный жаргон этих молодых людей — который в течение последних двух сезонов, вероятно, привлек в театр больше людей, чем основная тема пьесы — (в фильме) был вынужденно очищен от своей вульгарности, но всё равно звучит по-нью-йоркски аутентично и является вершиной произведения».
Это было первое появление на экране Ребят из Тупика, которые впоследствии под различными названиями стали героями десятков фильмов 1930-50-х годов. Игра мальчиков была настолько успешной, что студия Warner Brothers подписала с ними долгосрочные контракты. По информации историка кино Стефани Тэмз, Ребята из Тупика в 1937—1939 годах сыграли на студии Warner Bros. в семи фильмах, в каждом из которых сыграли звёзды, а парни остались на вторых ролях. После завершения этого проекта, Ребята из Тупика перекочевали на бедную студию Monogram Pictures, где под именем Ребята Ист-Сайда в 1940—1945 годах стали героями ещё 21 фильма. Параллельно с этим с 1938 года по 1945 год четверо мальчиков (включая Хэлопа) работали на студии Universal Pictures, где снялись в 12 фильмах как Маленькие крутые парни.
После «Тупика», уже на студии Warner Bros. Хэлоп сыграл главаря подростковой банды Соупи в нуарной криминальной драме «Ангелы с грязными лицами» (1938), в которой Джеймс Кэгни исполнил роль гангстера, которому поначалу поклоняются подростки, Пэт О’Брайен — роль добропорядочного священника, который борется с организованной преступностью, а Богарт — роль криминального адвоката. Фильм получил отличные отзывы. Режиссёр картины Майкл Кёртис, Кэгни как исполнитель главной роли, а также сценарист Роуленд Браун были удостоены номинаций на «Оскар», однако игра Ребят из Тупика осталась несколько в тени. Как написал историк кино Джозеф Д’Онофрио, «интересно, что Парни из Тупика использовались в этом фильме главным образом для установки морального ориентира. Из-за давления, оказываемого на киноиндустрию с целью создания сильных образцов для подражания, было важно показать, что добро способно повлиять на молодых людей».
В том же году Хэлоп снялся в криминальной драме Warner Bros. «Школа преступности» (1938) с участием Ребят из Тупика, которые по сюжету оказались в исправительной школе, и Богарта в роли честного и заботливого комиссара по делам исправительных учреждений, который помогает парням и разоблачает криминальный бизнес директора школы. Третьей картиной 1938 года, в которой сыграли некоторые из Парней из Тупика, включая Хэлопа, стала криминальная мелодрама Universal Pictures «Маленький крутой парень» (1938), которая однако не имела критического успеха фильмов студии Warner, хотя и принесла прибыль.

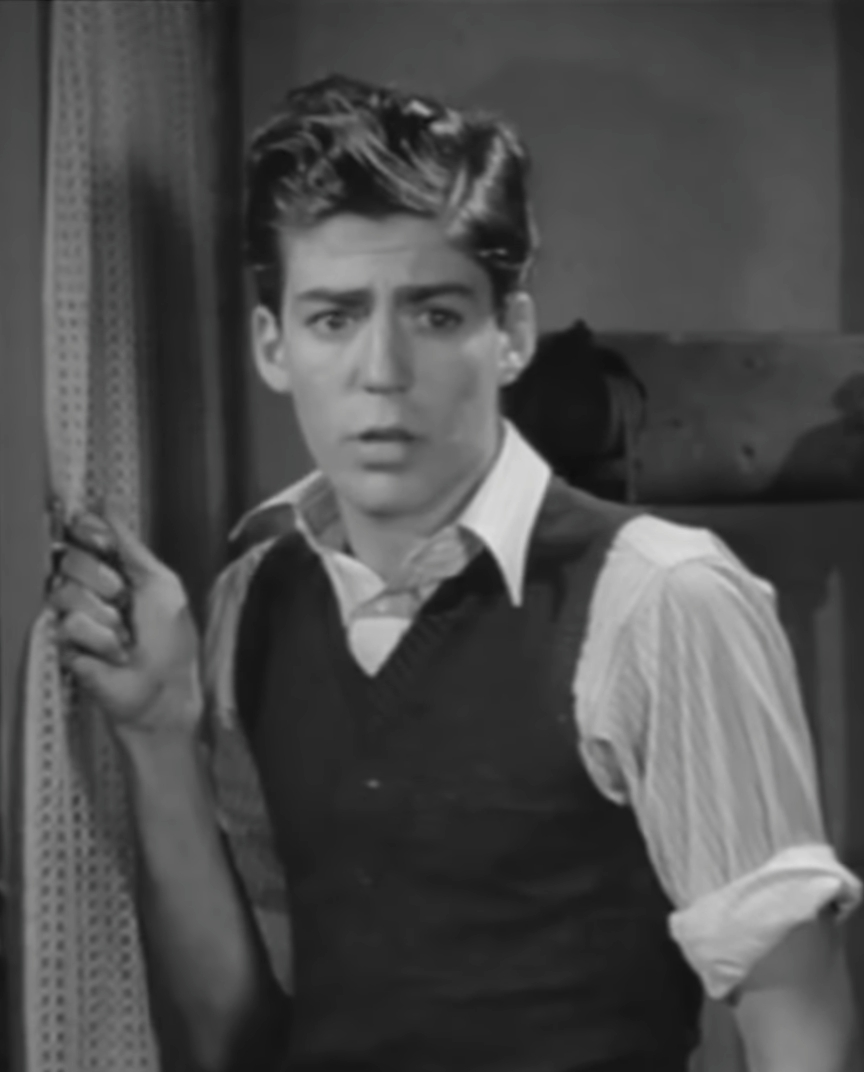
Билли Хэлоп в фильме «Они сделали меня преступником» (1939)

В 1939 году Хэлоп с Ребятами из Тупика сыграл на студии Warner Bros в криминальной мелодраме с Джоном Гарфилдом «Они сделали меня преступником» (1939), и уже без ребят Хэлоп сыграл ещё в одной криминальной мелодраме с Гарфилдом «Пыль будет моей судьбой» (1939). Он также сполнил серьёзную драматическую роль в нуарной драме «Преступление тебе с рук не сойдёт» (1939), где под влиянием гангстера (Хамфри Богарт) становится на преступный путь, но перед смертью разоблачает его и спасает жизнь невинному человеку. Кинокритик «Нью-Йорк Таймс» Фрэнк С. Ньюджент в целом невысоко оценил картину, написав про Хэлопа, что тот имел все шансы стать «кандидатом на титул врага общества № 1», однако в течение нескольких лет на наших глазах он «исправлялся столь часто, что мы уже начали думать, что он просто слабак. В одном однако Билли наконец достиг статуса мужчины: теперь его вместо исправительной школы направляют во взрослую тюрьму».

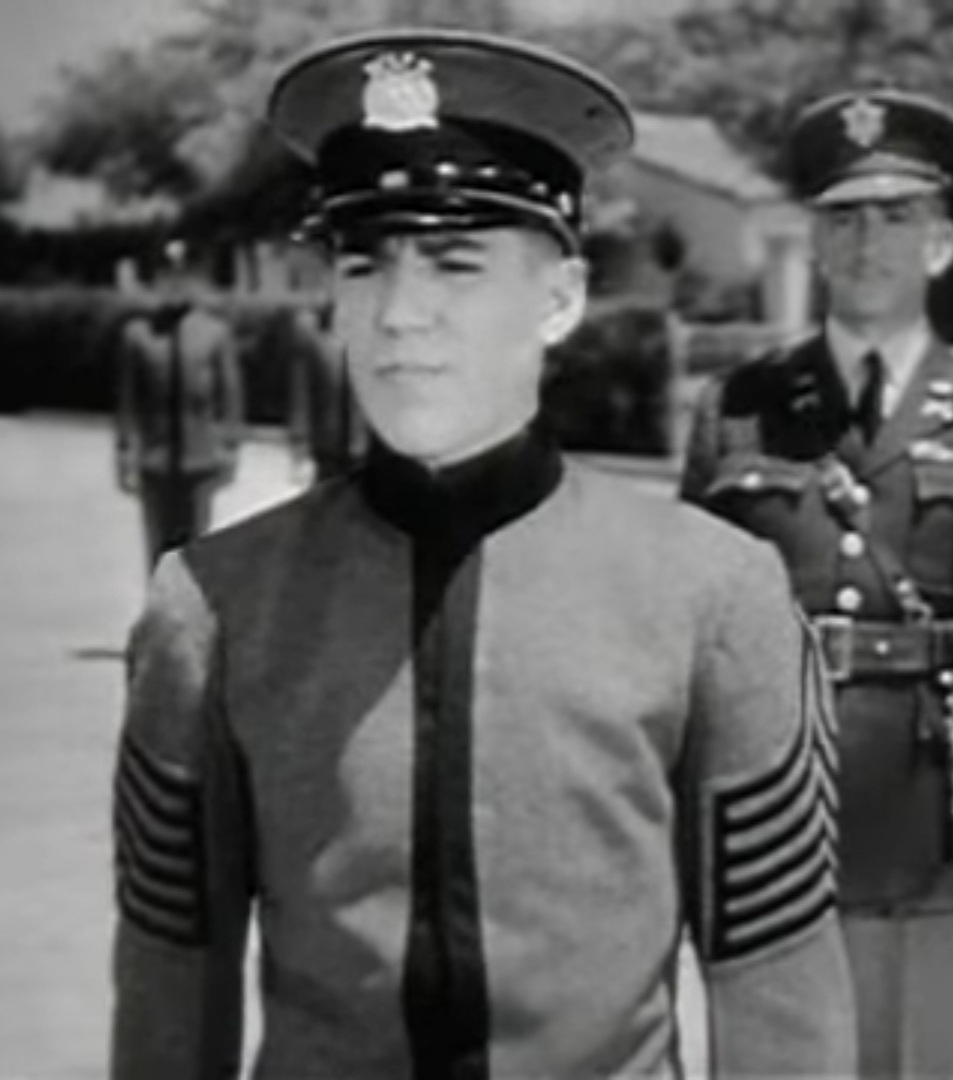
Билли Хэлоп в фильме «На торжественном построении» (1939)

Другими фильмами года у Хэлопа стали криминальный экшн «Адская кухня» (1939) и мелодрама «Ангелы умывают лица» (1939), оба с участием Рональда Рейгана и Ребят из Тупика, Впервые выступая хедлайнерами без других звёзд, Ребята из Тупика во главе с Хэлопом в ролях курсантов сыграли в комедии «На торжественном построении» (1939). Ещё одним фильмом стала криминальная мелодрама студии Universal «Вызовите посыльного» (1939), где Хэлоп играл главную роль как руководитель подростковой банды Маленькие крутые парни.
Давнее соперничество между Халопом и его коллегой по Ребятам из Тупика Лео Горси (оба актера хотели стать лидером банды) привело к тому, что после 1939 года Билли перестал сниматься вместе с ним, хотя некоторое время продолжал играть с другими членами первоначальной банды. В начале 1940-х годов Хелоп покинул группу, чтобы сделать независимую карьеру, однако смог получить роли только в фильмах категории В.
В 1940 году на студии RKO Pictures вышла школьная драма «Школьные дни Тома Брауна» (1940), действие которой происходила в начале XIX века в школе прогрессивного педагога Томаса Арнолда, роль которого сыграл Седрик Хардвик. В этой картине Хэлоп сыграл заметную роль старшеклассника, который издевается над более молодыми учениками. В 1940 году на студии Universal Хэлоп снялся в двух фильмах с участием Ребят из Тупика и Маленьких крутых парней — комедии «Дайте нам крылья» (1940), где ребята поступают в авиашколу с намерением стать лётчиками, и мелодраме «Ты не так крут» (1940), где мелкий преступник в исполнении Хэлопа перевоспитывается, попадая под влияние доброй хозяйки ранчо в Калифорнии. Кроме того, Хэлоп вместе с Ребятами из Тупика и Маленькими крутыми парнями снялся в 240-минутном киносериале Universal «Молодые джимены» (1940), где герой Хэлопа, сын похищенного учёного, вместе со своей компанией помогает ФБР разоблачить шпионскую нацистскую организацию в США. В 1941 году Хэлоп вместе с Ребятами из Тупика и Маленькими крутыми парнями снялся в 225-минутном киносериале Universal «Молодые джимены в воздухе» (1942), ставшим продолжением предыдущего сериала. Уже в одиночку Хэлоп сыграл ещё в одном 227-минутном шпионском киносериале Universal «Небесные налётчики» (1941). Хэлоп также сыграл с Ребятами из Тупика и Маленькими крутыми парнями в криминальной комедии «Мафиозный город» (1941) с участием Дика Форана и Энн Гвин. Наиболее значимой картиной года у Хэлопа стал нуарный мюзикл Warner Bros. «Блюз в ночи» (1941), который, по словам «Нью-Йорк Таймс», стал его «последним крупным фильмом». В этой картине Хэлоп сыграл барабанщика джаз-группы, вокруг членов которой развиваются основные события. В 1942 году Хэлоп с Ребятами из Тупика и Маленькими крутыми парнями снялся в мелодраме Universal «Они круты, когда приходят» (1942), а также с некоторыми Ребятами из Тупика в мелодраме студии Columbia Pictures «Армия молодых» (1942).
Во время Второй мировой войны в 1942 году Хэлоп поступил на службу в армейский корпус связи. После службы в армии Хэлоп обнаружил, что стал слишком стар, чтобы полноценно играть роли, принесшие ему славу. В 1946 году 26-летний Хэлоп был вынужден сняться на дешёвой студии PRC в подражавшей фильмам про Ребят из Тупика криминальной комедии «Дети газового дома» (1946), где группа подростков из района Газового дома в Нью-Йорке борется с криминальной бандой. В 1947 году Хэлоп сыграл роль главаря подростковой банды в криминальной мелодраме независимой студии Сола Вёртсела «Опасные годы» (1947). Это была его последняя главная роль. В следующий раз Хэлоп появился на экране два года спустя в вестерне Columbia Pictures «Вызов хребта» (1949), а также сыграл эпизодическую роль работника лодочной станции в фильме нуар «Слишком поздно для слёз» (1949) с участием Лизабет Скотт и Дэна Дьюриа.
Как пишет историк кино Хэл Эриксон, «сокращение работы в кино, семейные трудности и проблемы с алкоголем в конечном итоге подорвали карьеру Хэлопа в шоу-бизнесе». Лишь пять лет спустя он сыграл свою последнюю крупную роль военного лётчика в малозаметном военном боевике «Воздушная атака» (1955). Ещё семь лет спустя он сыграл эпизодическую роль лифтёра в успешной комедии с Ким Новак «Мальчики отправляются гулять» (1962), а затем — эпизодическую роль молочника в комедии с Гленном Фордом «Ухаживания отца Эдди» (1963) и эпизодическую роль судебного исполнителя в комедии с Ли Ремик «Хитрые дельцы» (1963) и снова лифтёра в комедии с Кирком Дугласом «Ради любви или денег» (1963). В 1964 году он сыграл таксиста в комедии с Бобом Хоупом «Глобальное дело» (1964) и снова таксиста в мелодраме с Джеймсом Гарнером «Мистер Баддвинг» (1966). В 1967 году Хэлоп в последний раз появился на большом экране в комедии с Диком Ван Дайком «Фитцвилли» (1967), где сыграл эпизодическую роль хозяина ресторана.

## Карьера на телевидении
В период с 1951 по 1976 год Хэлоп сыграл в 61 эпизоде 39 различных телесериалов, среди которых «Бостонский Блэки» (1953), «Роберт Монтгомери представляет» (1954), «Программа Джека Бенни» (1954), «Большой город» (1955), «Тонкий человек» (1959), «Ричард Даймонд, частный детектив» (1959), «Разыскивается живым или мёртвым» (1960), «Сансет-Стрип, 77» (1961), «Караван повозок» (1962), «Перри Мейсон» (1962—1964), «Беглец» (1963), «Приключения Оззи и Харриет» (1963—1964), «Шоу Энди Гриффита» (1963—1965), «ФБР» (1965), «Гомер куча, морпех» (1965—1968), «Дымок из ствола» (1966—1967), «Адам-12» (1969) и «Мир Брэкена» (1970). В самом конце карьеры у Хэлопа была регулярная роль в комедийном сериале «Все в семье». В 1971—1976 годах в десяти эпизодах сериала он сыграл таксиста и друга главного героя, Арчи Банкера (Кэрролл О’Коннор), которому он периодически давал возможность подзаработать денег на своей машине.

## Прочая деятельность
С середины 1950-х годов, когда из-за сокращения актёрских гонораров Хэлопу требовался дополнительный доход, он работал продавцом электросушилок в компании Leonard Appliance Company в Лос-Анджелесе. Национальная ассоциация производителей даже назвала его Самым креативным продавцом в США.
В 1960 году Хэлоп женился на Сюзанне Ли Роу, которая страдала рассеянным склерозом, после чего оставил работу продавца, чтобы ухаживать за женой. Полученные им навыки ухода за больными в итоге привели его к постоянной работе в качестве дипломированного медбрата в больнице Святого Иоанна в Малибу, штат Калифорния.
На момент своей смерти он работал над своей автобиографией под названием «Тупика нет» (англ.  There's No Dead End), в которой, в частности, рассказывал о том, как преодолел пристрастие к алкоголю.

## Личная жизнь
Билли Хэлоп был женат четыре раза. С 1946 по 1947 год он был женат на Хелен Таппер (англ. Helen Tupper), брак закончился разводом. С 1949 по 1959 год Хэлоп был женат на Барбаре Ван Брант Хун (англ.  Barbara Van Brunt Hoon), этот брак также закончился разводом. Наконец, в 1960 года Хэлоп женился на Сюзанне Ли Роу (англ.  Suzanne Lee Roe), с которой развёлся в 1971 году. В четвёртый раз он женился на своей коллеге медсестре, однако этот брак вскоре был аннулирован. Позднее Хэлоп снова стал жить со своей второй женой Барбарой, однако брак оформлять они не стали.

## Смерть
В 1971 году после двух инфарктов Хэлопу сделали операцию на сердце.
Билли Хэлоп умер 9 ноября 1976 года в Брентвуде, Лос-Анджелес, Калифорния, США, во сне от сердечного приступа в возрасте 56 лет.
У него остались сестра, актриса Флоренс Хэлоп (умерла в 1986 году), мать и брат Джоэл.
Как было отмечено в некрологе Хэлопа в «Нью-Йорк Таймс», «после смерти главаря Ребят из Тупика в живых осталось трое членов команды». Габриел Делл (игравший Т.Б., умер в 1988 году), и Хантц Холл (Диппи, умер в 1999 году) на момент смерти Хэлопа были всё ещё действующими актёрами, а Бернард Пансли, сыгравший толстяка Милти, стал врачом (он умер в 2004 году). Лео Горси, игравший Спита, и Бобби Джордан, игравший Энджела, умерли в 1960-е годы.

## Фильмография
| Год        |    | Русское название                     | Оригинальное название               | Роль                                             |
| ---------- | -- | ------------------------------------ | ----------------------------------- | ------------------------------------------------ |
| 1937       | ф  | Тупик                                | Dead End                            | Томми                                            |
| 1938       | ф  | Ангелы с грязными лицами             | Angels with Dirty Faces             | Соупи                                            |
| 1938       | ф  | Криминальная школа                   | Crime School                        | Фрэнки Уоррен                                    |
| 1938       | ф  | Маленький крутой парень              | Little Tough Guy                    | Джонни Бойлэн                                    |
| 1938       | ф  | Время свинга в кино                  | Swingtime in the Movies             | парень в криминальной школе (в титрах не указан) |
| 1939       | ф  | На торжественном построении          | On Dress Parade                     | старший кадет Роллинс                            |
| 1939       | ф  | Ангелы умываются                     | Angels Wash Their Faces             | Билли Шэфтер                                     |
| 1939       | ф  | Вызови посланца                      | Call a Messenger                    | Джимми Хоган                                     |
| 1939       | ф  | Пыль будет моей судьбой              | Dust Be My Destiny                  | Хэнк Гленн                                       |
| 1939       | ф  | Адская кухня                         | Hell's Kitchen                      | Тони                                             |
| 1939       | ф  | Они сделали меня преступником        | They Made Me a Criminal             | Томми                                            |
| 1939       | ф  | Преступление тебе с рук не сойдёт    | You Can't Get Away with Murder      | Джонни Стоун                                     |
| 1940       | ф  | Дайте нам крылья                     | Give Us Wings                       | Том                                              |
| 1940       | ф  | Маленькие помощники агентов ФБР      | Junior G-Men                        | Билли Бартон                                     |
| 1940       | ф  | Школьные годы Тома Брауна            | Tom Brown's School Days             | Флешман                                          |
| 1940       | ф  | Ты не так крут                       | You're Not So Tough                 | Томми Абрахам Линкольн                           |
| 1941       | ф  | Блюз ночью                           | Blues in the Night                  | Пеппи                                            |
| 1941       | ф  | Отправиться в путь                   | Hit the Road                        | Том                                              |
| 1941       | ф  | Мафиозные город                      | Mob Town                            | Том Баркер                                       |
| 1941       | ф  | Небесные налётчики                   | Sky Raiders                         | Тим Брайант                                      |
| 1941       | ф  | Морские налётчики                    | Sea Raiders                         | Билли Адамс                                      |
| 1942       | ф  | Юные помощники агентов ФБР в воздухе | Junior G-Men of the Air             | Билли «Эйс» Холден                               |
| 1942       | ф  | Жестокие, какими они бывают          | Tough As They Come                  | Томми Кларк                                      |
| 1942       | ф  | Армия молодых                        | Junior Army                         | Джеймс «Джимми» Флетчер                          |
| 1942       | ф  | Город пьющих                         | Mug Town                            | Томми Дэвис                                      |
| 1946       | ф  | Парни из газового дома               | Gas House Kids                      | Тони Альбертини                                  |
| 1947       | ф  | Опасные годы                         | Dangerous Years                     | Дэнни Джонс                                      |
| 1949       | ф  | Вызов холмов                         | Challenge of the Range              | Реб Мэтсон                                       |
| 1949       | ф  | Слишком поздно для слез              | Too Late for Tears                  | лодочник (в титрах не указан)                    |
| 1951       | с  | Театр «Бигелоу»                      | The Bigelow Theatre                 | (1 эпизод)                                       |
| 1952       | с  | Отряд по борьбе с рэкетом            | Racket Squad                        | торговец (1 эпизод)                              |
| 1952       | с  | Неожиданное                          | The Unexpected                      | Энтони «Тони» О’Брайен (1 эпизод)                |
| 1953       | с  | Сиско Кид                            | The Cisco Kid                       | разные роли (2 эпизода)                          |
| 1953       | с  | Бостонский Блэки                     | Boston Blackie                      | Джонни Эванс (1 эпизод)                          |
| 1953—1954  | с  | Твоя любимая история                 | Your Favorite Story                 | разные роли (3 эпизода)                          |
| 1954       | с  | Программа Джека Бенни                | The Jack Benny Program              | разные роли (2 эпизода)                          |
| 1954       | с  | Роберт Монтгомери представляет       | Robert Montgomery Presents          | (1 эпизод)                                       |
| 1955       | ф  | Воздушная атака                      | Air Strike                          | лейтенант-командор Орвилл Свонсон                |
| 1955       | с  | Большой город                        | Big Town                            | Марти «Киллер» Крейг (1 эпизод)                  |
| 1956       | с  | Стив Донован, западный маршал        | Steve Donovan, Western Marshal      | Фред Роу (1 эпизод)                              |
| 1957       | с  | Телефонное время                     | Telephone Time                      | капитан Реймонд Холл (1 эпизод)                  |
| 1958       | с  | Театр 90                             | Playhouse 90                        | четвёртый советник (1 эпизод)                    |
| 1959       | с  | Дорожный патруль                     | Highway Patrol                      | Стив Дорн (1 эпизод)                             |
| 1959       | с  | Ричард Даймонд, частный детектив     | Richard Diamond, Private Detective  | Чарли Коул (1 эпизод)                            |
| 1959       | с  | Полковник Хамфри Флэк                | Colonel Humphrey Flack              | Эмброс (1 эпизод)                                |
| 1959       | с  | Тонкий человек                       | The Thin Man                        | Эл (1 эпизод)                                    |
| 1960       | с  | Разыскивается живым или мёртвым      | Wanted: Dead or Alive               | кассир (1 эпизод, в титрах не указан)            |
| 1961       | с  | Сансет-Стрип, 77                     | 77 Sunset Strip                     | Тим Эктон (1 эпизод)                             |
| 1961       | с  | Вне закона                           | Outlaws                             | Грэйди (1 эпизод)                                |
| 1961       | с  | 87-й полицейский участок             | 87th Precinct                       | Ричард Самуэльсон (1 эпизод)                     |
| 1962       | ф  | Мальчики отправляются гулять         | Boys' Night Out                     | лифтёр (в титрах не указан)                      |
| 1962       | с  | Караван повозок                      | Wagon Train                         | мистер Брюстер (1 эпизод)                        |
| 1962       | с  | Новое поколение                      | The New Breed                       | (1 эпизод)                                       |
| 1962— 1964 | с  | Перри Мэйсон                         | Perry Mason                         | разные роли (3 эпизода)                          |
| 1963       | ф  | За любовь или за деньги              | For Love or Money                   | лифтёр                                           |
| 1963       | ф  | Ухаживание отца Эдди                 | The Courtship of Eddie's Father     | молочник (в титрах не указан)                    |
| 1963       | ф  | Хитрые дельцы                        | The Wheeler Dealers                 | доставщик судебной повестки (в титрах не указан) |
| 1963       | с  | Глинис                               | Glynis                              | Райли (1 эпизод)                                 |
| 1963       | с  | Идти своим путём                     | Going My Way                        | мистер Томпсон (1 эпизод)                        |
| 1963       | с  | Я Дикенс, он Фенстер                 | I'm Dickens, He's Fenster           | сотрудник (1 эпизод)                             |
| 1963       | с  | Беглец                               | The Fugitive                        | Майк (1 эпизод)                                  |
| 1963—1964  | с  | Приключения Оззи и Харриет           | The Adventures of Ozzie and Harriet | разные роли (4 эпизода)                          |
| 1963—1965  | с  | Шоу Энди Гриффита                    | The Andy Griffith Show              | разные роли (2 эпизода)                          |
| 1964       | ф  | Глобальное дело                      | A Global Affair                     | таксист                                          |
| 1964       | с  | Отпускной театр                      | Vacation Playhouse                  | второй солдат (1 эпизод)                         |
| 1965       | с  | ФБР                                  | The F.B.I.                          | управляющий (1 эпизод)                           |
| 1965—1968  | с  | Гомер Куча, морпех                   | Gomer Pyle: USMC                    | разные роли (2 эпизода)                          |
| 1966       | ф  | Мистер Баддвинг                      | Mister Buddwing                     | Фредрик Калабриз, второй таксист                 |
| 1966—1967  | с  | Дымок из ствола                      | Gunsmoke                            | разные роли (3 эпизода)                          |
| 1967       | ф  | Фитцвилли                            | Fitzwilly                           | владелец ресторана (в титрах не указан)          |
| 1969       | с  | Адам-12                              | Adam-12                             | судья Джордж Перкинс (1 эпизод)                  |
| 1969       | с  | Земля гигантов                       | Land of the Giants                  | бармен Гарри (1 эпизод)                          |
| 1970       | с  | Джулия                               | Julia                               | охранник (1 эпизод)                              |
| 1970       | с  | Мир Брэкена                          | Bracken's World                     | разные роли (2 эпизода)                          |
| 1971       | с  | О’Хара, Казначейство США             | O'Hara, U.S. Treasury               | Барт (1 эпизод)                                  |
| 1971—1976  | с  | Все в семье                          | All in the Family                   | Берт Мансон (10 эпизодов)                        |
| 1974       | тф | Призрак Голливуда                    | The Phantom of Hollywood            | инженер в студии                                 |